# Karel Martel
Karel Martel (Herstal of Andenne(?), 23 augustus 689 – Quierzy, 22 oktober 741) was hofmeier van Austrasië. Hij reorganiseerde het Frankische leger en bestuur en wist daarmee met succes zowel zijn binnenlandse als buitenlandse tegenstanders, met name de Arabieren, Friezen en Saksen het hoofd te bieden. Zijn macht werd zo groot dat hij de plaats van de Merovingische koningen innam, zonder zichzelf tot koning uit te roepen.
Karel wordt beschouwd als stamvader en naamgever van de Karolingen. Hij was zoon van Pepijn II en diens tweede vrouw in bigamie Alpaida, en is begraven in de abdij van Saint-Denis. Zijn bijnaam Martel (klemtoon op de laatste lettergreep: Martèl) komt van het Latijnse martellus, hamer.

## Jeugd
Karel werd geboren uit een twijfelachtig huwelijk van zijn vader Pepijn van Herstal. Pepijn was al getrouwd met de aristocratische Plectrudis en Karels moeder was vermoedelijk uit de lagere adel afkomstig. Volgens Alexander van Roes (13e-eeuwse schrijver) was Plectrudis zeer dominant en toen Karel werd geboren, durfde de boodschapper die dit nieuws aan Pepijn kwam brengen, daar niet openlijk over te spreken omdat Plectrudis ook aanwezig was. De boodschapper en Pepijn (die hem heel goed begreep) spraken over de "kerel die was gekomen", zo heeft Karel zijn toen ongewone naam gekregen.
Toen in 714 Karels halfbroer Grimoald II werd vermoord, had Pepijn geen zoons meer uit het huwelijk met Plectrudis en was Karel zijn oudste levende zoon. Plectrudis zorgde er echter voor dat Pepijn Karel en zijn jongere broer Childebrand uitsloot van de opvolging, en zijn minderjarige kleinzoon Theudoald (zoon van Grimoald) als opvolger benoemde. Toen Pepijn van Herstal nog in december van datzelfde jaar overleed, werd Theudoald inderdaad tot hofmeier voor het gehele Frankische rijk benoemd, met Plectrudis als regentes. Plectrudis liet Karel gevangennemen en sloot hem op in Keulen (of Aken).

## De weg naar de macht

Het Frankische rijk aan het begin van de burgeroorlog in 715.

De adel in Neustrië en Bourgondië zag in het bewind van de minderjarige Theudoald zijn kans zich te bevrijden van de Austrasische dominantie en koos in 715 Raganfrid als hofmeier. Hierdoor was de situatie ontstaan, zoals in de kaart is weergegeven (Aquitanië was in die tijd een onafhankelijk Frankisch hertogdom). Ook de Friezen, onder hun koning Radbod, profiteerden van de situatie door de gebieden die ze aan Pepijn van Herstal hadden verloren – waaronder Utrecht en omgeving – weer terug te veroveren. Raganfrid en Radboud sloten een bondgenootschap en vielen Austrasië aan. Een factie van de Austrasische adel besloot dat ze onder deze omstandigheden een volwassen hofmeier nodig hadden, en bevrijdden Karel uit zijn gevangenschap. Ze waren echter te laat om Karel een volwaardig leger te laten opbouwen. In 716 vielen Raganfrid en Radboud, die met een vloot over de Rijn kwam, Theudoald en Plectrudis in Keulen aan. Karel probeerde de stad nog te ontzetten, maar moest zich na de eerste schermutselingen al terugtrekken. Dit was het eerste en meteen laatste gevecht dat Karel als veldheer zou verliezen. Plectrudis moest zich overgeven en de schatkist van Austrasië viel in handen van de aanvallers.
Na de verovering van Keulen wist Karel snel terug te slaan. Het Neustrische leger en een deel van de Friezen trokken door de Ardennen naar huis. Hun gezamenlijke leger was nog steeds veel groter dan het leger van Karel, maar hij wist door verrassing en list (hij veinsde op de vlucht te slaan, waardoor hij een achtervolging uitlokte, die hij vervolgens in een hinderlaag wist te lokken) de Slag bij Amel (Amblève) in zijn voordeel te beslissen. Hij kreeg bij die gelegenheid ook weer het grootste deel van de Austrasische schatkist in handen.
In 717 voerde Karel zelf een veldtocht naar Neustrië. Op 21 maart van dat jaar boekte hij een beslissende overwinning bij Kamerijk. Hij achtervolgde Chilperic II en zijn hofmeier tot aan Parijs. Daarna keerde hij terug naar huis, versloeg de aanhang van Plectrudis en veroverde Keulen. Hij riep vervolgens Chlotarius IV uit tot koning van het gehele rijk, met hemzelf als hofmeier. Karel benoemde ook een nieuwe bisschop in Reims. In 718 verbonden Chilperik en Raganfrid zich met Odo van Aquitanië; in de Slag bij Soissons werd hun leger echter opnieuw verslagen. Odo vluchtte terug naar zijn hertogdom en leverde in ruil voor vrede Chilperik II en diens hofmeier uit aan Karel. Odo erkende Karel als de rechtmatige hofmeier en Karel erkende Odo als hertog. 
Opmerkelijk is dat Karel al zijn verslagen tegenstanders ongemoeid liet.

## Regering

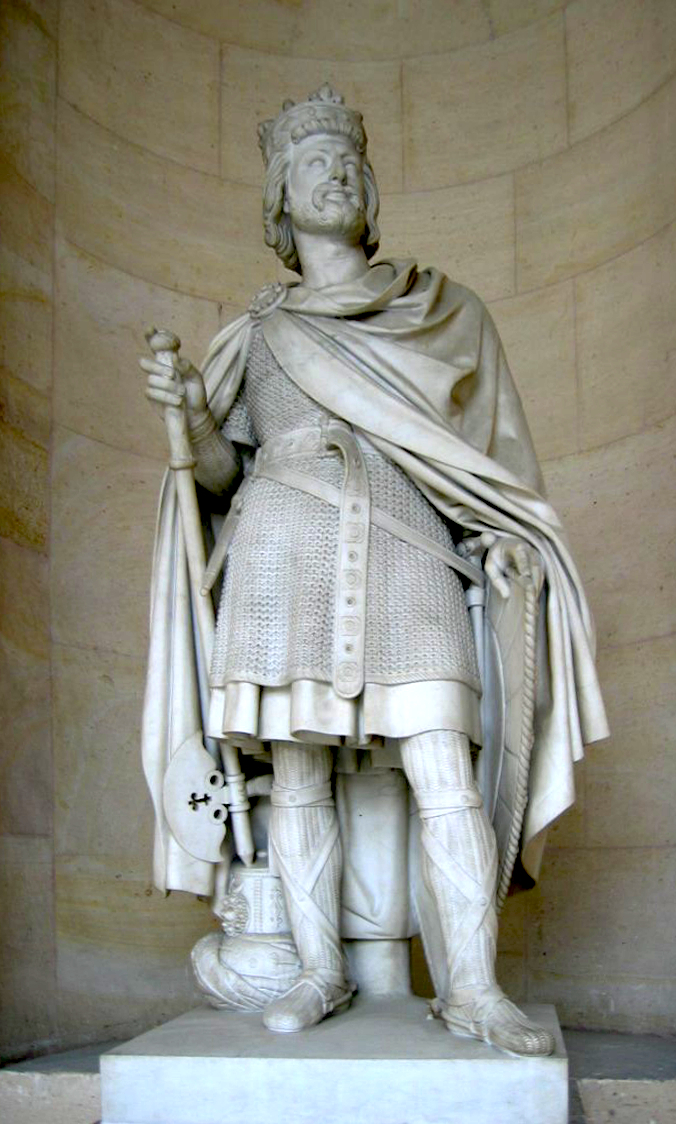
Karel Martel. Standbeeld in paleis van Versailles (17e eeuw).

### Campagnes tegen de noordelijke buurvolken
Nadat hij in 718 zijn macht had gevestigd in het Frankische Rijk, begon Karel een programma om het Frankische gezag over de noordelijke buurvolken te herstellen en zijn noordelijke grenzen te beveiligen. In 718 versloeg hij de Saksen en verwoestte Westfalen. Na de dood van Radbod heroverde hij vervolgens in 720 de verloren Friese gebieden en stelde Willibrord in staat om de zending vanuit Utrecht te hervatten. Van 720 tot 723 voerde Karel campagnes tegen de Beieren, waarin hij werd  gesteund door de Alemannen. Hertog Hugbert van Beieren erkende uiteindelijk het gezag van Karel. Toen Karel langere tijd in Beieren verbleef, kwam Raganfrid (nog altijd graaf van Anjou) in opstand. Deze opstand wordt in 724 door Karel onderdrukt.
In 730 versloeg hij de Alemannen en doodde hun hertog Lantfrid. Karel benoemde geen opvolger, wat betekende dat hij zelf het feitelijke gezag over de Alemannen kon uitoefenen. In 734 versloeg hij de Friezen en doodde hun aanvoerder Poppo. Friesland ten westen van de Lauwers werd ingelijfd.

### Opbouw van het leger – conflict met de kerk
Toen Karel hofmeier werd, bestond er geen georganiseerd Frankisch leger. In tijden van oorlog verzamelden de lokale bestuurders hun weerbare mannen en stelden zich onder aanvoering van hun hertog. Doordat Karel steeds in oorlog was en zich bovendien bewust was van het dreigende gevaar van de Arabieren, voerde hij radicale veranderingen door. Karel vormde een strijdmacht van trouwe veteranen om in een beroepsleger, dat door de staat werd betaald en bewapend. Hiermee beschikte Karel altijd over een krachtige, trouwe en snel inzetbare legermacht, die in tijden van oorlog altijd kon worden aangevuld met de gebruikelijke strijders uit de bevolking. Het leger dat Karel vormde, bestond in eerste instantie uit zware infanterie. Toen de stijgbeugel werd geïntroduceerd, konden ruiters ook actief deelnemen aan de strijd, en begon Karel ook aan de opbouw van een zware cavalerie. Dit moment moet rond 735 zijn geweest omdat hij tijdens de Slag bij Poitiers in 732 nog geen cavalerie had, terwijl deze bij de slag aan de Berre in 737 al een beslissende rol speelde.
Karel financierde zijn leger door kerkelijke bezittingen in beslag te nemen. De bisschoppen dreigden daarop om Karel te excommuniceren, wat alleen werd voorkomen doordat Bonifatius gedegen steun aan Karel gaf.

### Slag bij Poitiers
Karel Martel staat het meest bekend om zijn overwinning in de Slag bij Poitiers in 732, die traditioneel wordt gezien als de 'redding van Europa van de Arabieren'. Tegenwoordig wordt de betekenis van deze veldslag genuanceerd: het was vermoedelijk niet meer dan een van de militaire acties in de grensconflicten tussen de Arabieren en het hertogdom Aquitanië die toen geregeld plaatsvonden. Het was daarnaast niet de eerste keer dat de Arabieren werden verslagen door de Franken (in 721 had Odo van Aquitanië hen bij een verrassingsaanval verslagen tijdens het beleg van Toulouse). Het was ook niet hun noordelijkste expeditie – in 725 hadden ze Autun geplunderd en zonder succes Sens belegerd – en evenmin het einde van hun activiteiten in het Frankenrijk. Odo had een bondgenootschap gesloten met de emir van Catalonië, maar toen die in opstand kwam tegen de emir van Andalusië, kwam die in de problemen. Nadat de opstand was onderdrukt, viel een Andalusisch leger Aquitanië binnen, veroverde Bordeaux en versloeg Odo bij de Garonne. De Arabieren trokken al plunderend naar Tours. Odo vroeg Karel om hulp maar in ruil daarvoor vroeg die de onderwerping van Aquitanië aan zijn gezag.
Karel stelde zijn leger (zware infanterie) op in een defensieve positie op een beboste heuvel tussen Poitiers en Tours. Karels plan was om de Arabieren te laten aanvallen omdat hun cavalerie-charge tegen de helling op in een bos veel van zijn kracht zou verliezen. De Franken waren goed voorzien en warm gekleed (het was oktober) en konden hun positie lang volhouden. Na een week van afwachten viel de Arabische cavalerie aan. De slag zou twee dagen hebben geduurd zonder een duidelijke uitkomst. De volgende dag waren de Moren weggetrokken, omdat ze bang waren dat de Franken hun buit zouden roven.
Na deze veldslag had Karel ook de controle over Aquitanië.

### Consolidatie van de macht (732-737)
Na de slag bij Poitiers gaat Karel door met het consolideren van zijn macht. Van 732 tot 735 vervangt hij de Bourgondische hertog en graven door zijn eigen getrouwen. Wanneer in 735 hertog Odo van Aquitanië aftreedt, wordt diens zoon Hunold tegen Karels zin (hij wilde zelf hertog worden) tot hertog gekozen door de adel. Karel erkent Hunold, die op zijn beurt Karel als heer erkent.
Wanneer in 737 koning Theuderik IV overlijdt, laat Karel de positie van koning vacant. Hoewel hij zich niet zelf tot koning uitroept, is het duidelijk dat hij alleen de macht heeft.

### Arabische invasie van 737
De hertog van Provence, Maurontius, wilde meer zelfstandigheid ten opzichte van Karel Martel en sloot in 737 een bondgenootschap met de Arabieren uit Narbonne en hielp ze om Avignon te bezetten. Karel stuurde zijn broer Childebrand om de stad te belegeren en sloot zich later bij hem aan. Met stormrammen en touwladders werd de stad ingenomen en tot de grond toe afgebrand. Maurontius vluchtte naar de Alpen, waarna niets meer van hem werd vernomen.
Karel belegerde daarna Narbonne. Een Arabisch leger dat de stad kwam ontzetten, werd vernietigend verslagen tijdens de slag aan de rivier de Berre. Karel dankte deze overwinning aan de inzet van zijn zware cavalerie, waar de Arabieren niet op hadden gerekend. De belangrijkste Arabische steden in Septimanië werden veroverd, behalve Narbonne. Moderne historici vinden deze overwinningen belangrijker dan die van Poitiers omdat hier echt van een doelgerichte Arabische invasie kan worden gesproken. Later in het jaar volgde nog een campagne tegen de Provence; Karel veroverde onder andere Arles en Aix – met hulp van de Longobarden.

### Laatste jaren (737-741)
In 739 bood Paus Gregorius III Karel de titel van consul van Rome aan, in ruil voor hulp tegen de Longobarden. Karel sloeg dit aanbod af omdat hij over goede banden met de Longobarden beschikte. In deze periode werd zijn gezag verder versterkt doordat Karel verdere veldtochten voerde tegen Beieren, Allemanië, Saksen en Aquitanië.

## Overlijden

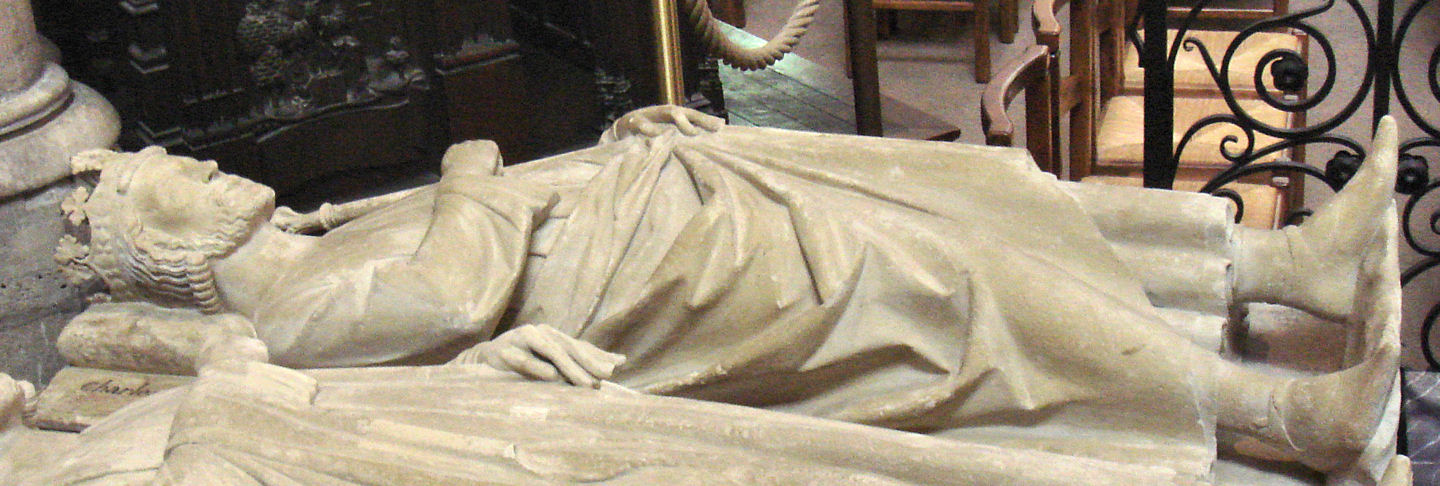
De graftombe van Karel Martel, in de Kathedraal van Saint-Denis, het beeld dateert uit de gotiek.

Karel Martel stierf op 22 oktober 741 in Quierzy-sur-Oise in wat nu het  departement Aisne in Hauts-de-France is. Hij werd begraven in de Basiliek (sinds 1966  Kathedraal) van Saint-Denis nabij Parijs. Zijn gebieden waren al een jaar eerder onder zijn volwassen zonen verdeeld: Carloman kreeg Austrasië en Alemannië (met Beieren als een vazalstaat) en Pepijn de Korte kreeg Neustrië en Bourgondië (met Aquitainië als vazalstaat). De toen minderjarige Grifo kreeg niets, hoewel sommige bronnen aangeven dat er over gesproken was hem een strook land tussen Neustrië en Austrasië te geven.
Gibbon noemde Karel Martel "de held van zijn tijd" en verklaarde dat de "christenheid ... werd gered ... door het genie en het geluk van één man, Karel Martel."

## Historiografie en legenden

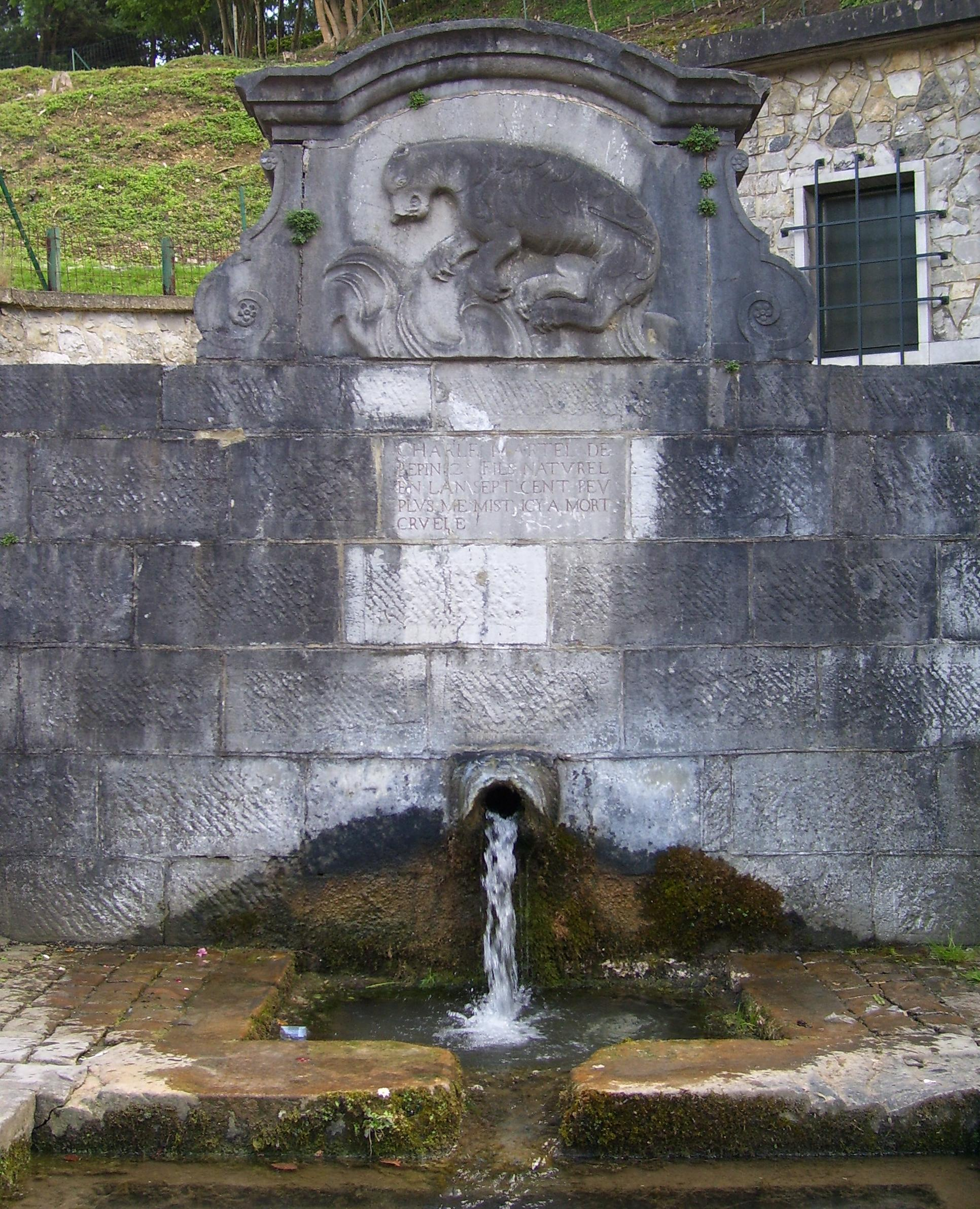
De 18e-eeuwse Berenfontein in Andenne. Volgens de inscriptie, teruggaand op een legende die al in de 13e eeuw werd verteld, doodde Karel Martel op deze plek een beer.

Het laatste hoofdstuk van het Liber historiae Francorum (ca. 727) is een belangrijke eigentijdse bron over Karel Martel. Diverse latere auteurs verwarden Karel Martel met Karel de Grote. De 11e-eeuwse Franse hagiograaf Jocundus schrijft in zijn Leven van Sint-Servaas de overwinning in de slag bij Poitiers toe aan Karel de Grote.
Karel Martel werd door diverse middeleeuwse vorsten geclaimd als voorouder. Zo zou de moeder van Willem met de Hoorn, de legendarische grondlegger van het vorstendom Oranje, een buitenechtelijk kind van Karel Martel zijn geweest. Ook de Bourgondische hertog Filips de Goede voerde zijn afkomst met behulp van zijn hofschrijver David Aubert (Histoire de Charles Martel et de ses successeurs, 1463-65) terug op Karel Martel.
Karel Martel leeft voort in diverse middeleeuwse legenden, onder andere in De Schone Historie van Ridder Malegijs, waarin de ridder-tovenaar Malegijs een geduchte tegenstander is. Karel Martel zou volgens de legende hertog Beuves van Aigremont, Malegijs' vader, gevangen hebben gehouden, maar Malegijs wist hem te bevrijden. Volgens een andere overlevering zou Karel Martel de lichamen van de vermoorde Salvius van Valencijn en zijn dienaar Superius hebben laten opgraven, waarna dezen als heiligen werden vereerd.

## Huwelijken en kinderen
Karel Martel was rond 709 getrouwd met Rotrude van Trier (rond 690-724). Ze hadden de volgende kinderen:
- Carloman (713-755),
- Pepijn de Korte (714-768)
- H. Landrada (?)
- Hiltrude (716-754), gehuwd met hertog Odilo van Beieren (?-748)

Na de dood van Rotrudis in 724 huwde Karel Martel met de Beierse Swanahilde. Uit dit huwelijk werden geboren:
- Grifo (726-752)
- Oda (ca. 735 - na 793), gehuwd met Theoderik II van Autun, een belangrijke hoveling van Lodewijk de Vrome aan diens hof in Aquitanië

Karel Martel had ook kinderen bij zijn bijvrouw Ruodhaid.
- Bernhard (geboren voor 732-787)
- Hieronymus
- Remigius, aartsbisschop van Rouen
- Aldana

## Voorouders
| Voorouders van Karel Martel | Voorouders van Karel Martel                                | Voorouders van Karel Martel                                | Voorouders van Karel Martel                                | Voorouders van Karel Martel                                | Voorouders van Karel Martel                      | Voorouders van Karel Martel                      | Voorouders van Karel Martel                      | Voorouders van Karel Martel                      |
| --------------------------- | ---------------------------------------------------------- | ---------------------------------------------------------- | ---------------------------------------------------------- | ---------------------------------------------------------- | ------------------------------------------------ | ------------------------------------------------ | ------------------------------------------------ | ------------------------------------------------ |
| Overgrootouders             | Arnulf van Metz (582-640) ∞ Doda (590-)                    | Arnulf van Metz (582-640) ∞ Doda (590-)                    | Pepijn van Landen (580-640) ∞ Ida van Nijvel (592-652)     | Pepijn van Landen (580-640) ∞ Ida van Nijvel (592-652)     | ? (–) ∞ ? (-)                                    | ? (–) ∞ ? (-)                                    | ? (–) ∞ ? (-)                                    | ? (–) ∞ ? (-)                                    |
| Grootouders                 | Ansegisus (hofmeier) (610-662) ∞ Begga (heilige) (620-693) | Ansegisus (hofmeier) (610-662) ∞ Begga (heilige) (620-693) | Ansegisus (hofmeier) (610-662) ∞ Begga (heilige) (620-693) | Ansegisus (hofmeier) (610-662) ∞ Begga (heilige) (620-693) | ? (-) ∞ ? (-)                                    | ? (-) ∞ ? (-)                                    | ? (-) ∞ ? (-)                                    | ? (-) ∞ ? (-)                                    |
| Ouders                      | Pepijn van Herstal (635-714) ∞ Alpaida (640-714)           | Pepijn van Herstal (635-714) ∞ Alpaida (640-714)           | Pepijn van Herstal (635-714) ∞ Alpaida (640-714)           | Pepijn van Herstal (635-714) ∞ Alpaida (640-714)           | Pepijn van Herstal (635-714) ∞ Alpaida (640-714) | Pepijn van Herstal (635-714) ∞ Alpaida (640-714) | Pepijn van Herstal (635-714) ∞ Alpaida (640-714) | Pepijn van Herstal (635-714) ∞ Alpaida (640-714) |
| Karel Martel (689-741)      |                                                            |                                                            |                                                            |                                                            |                                                  |                                                  |                                                  |                                                  |